# Atchin
Atchin ist eine kleine Insel vor der nordöstlichen Küste von Malakula, einer Insel im pazifischen Inselstaat Vanuatu. Bei der Volkszählung im Jahr 1999 wurden 761 Bewohner registriert, 2009 waren es nur noch 738.
Auf der Insel wird Uripiv-Wala-Rano-Atchin gesprochen.